# Albert Karlson
Johan Albert Karlson (i riksdagen kallad Karlson i Västtomten), född 11 juli 1870 i Skånings-Åsaka, död 25 januari 1952 i Öglunda, var en svensk lantbrukare och politiker (liberal). 
Albert Karlson, som var son till en arrendator, brukade gården Västtomten i Stenum fram till 1916. Han var riksdagsledamot i andra kammaren för Skaraborgs läns norra valkrets 1912–1914 och tillhörde i riksdagen Frisinnade landsföreningens riksdagsgrupp Liberala samlingspartiet. Han var bland annat ledamot i andra kammarens femte tillfälliga utskott 1912–1914.